# Gennadi Moisejev

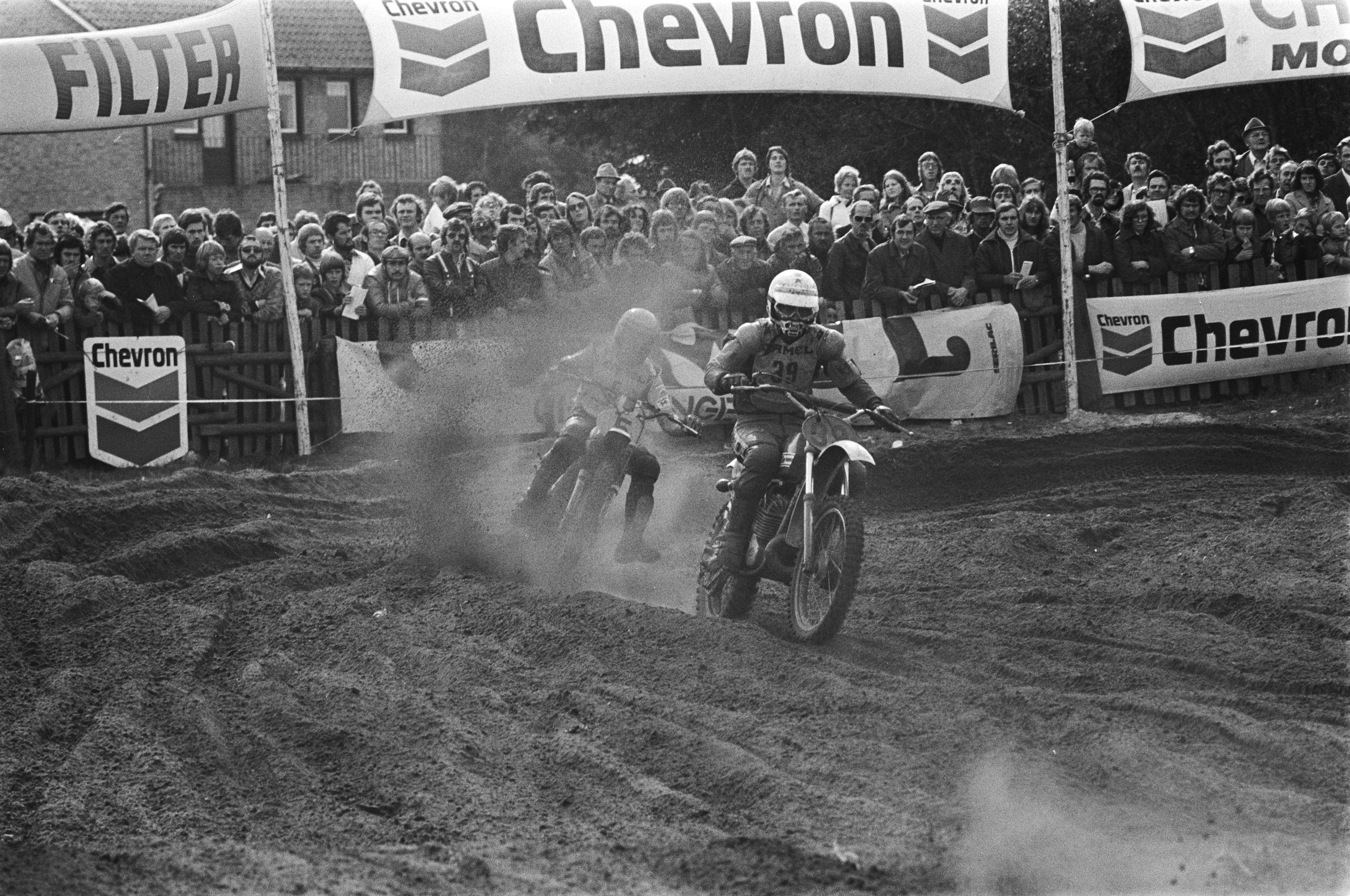
Gennadi Moisejev (voor) in 1976

Gennadi Anatoljevitsj Moisejev (Russisch: Геннадий Анатольевич Моисеев) (Leningrad, 3 februari 1948 – 23 juli 2017) was een Russisch motorcrosserer.
Moisejev werd in 1974 wereldkampioen motorcross 250cc, rijdend voor KTM. Hij won nog tweemaal het wereldkampioenschap 250cc, in 1977 en 1978, alle op KTM. Hij was de eerste piloot die KTM een wereldtitel bezorgde in het motorcross. In 1978 was hij lid van de Sovjet-Russische ploeg die de Motorcross der Naties won.
Moisejev werd opgedragen zijn diensttijd te vervullen in het Sovjetleger, zoals veel Russische sporters in die tijd. Hij behaalde de rang van majoor tijdens zijn carrière. 
Hij werd later voorzitter van de Russische motorcrossersbond.

## Palmares
- 1974: Wereldkampioen 250cc
- 1977: Wereldkampioen 250cc
- 1978: Wereldkampioen 250cc
- 1978: Winnaar Motorcross der Naties